# Lonicera pampaninii
Lonicera pampaninii är en kaprifolväxtart som beskrevs av H. Lév. Lonicera pampaninii ingår i släktet tryar, och familjen kaprifolväxter. Inga underarter finns listade i Catalogue of Life.